# Pandanus columellatus
Pandanus columellatus är en enhjärtbladig växtart som beskrevs av Huynh. Pandanus columellatus ingår i släktet Pandanus och familjen Pandanaceae.
Artens utbredningsområde är Senegal. Inga underarter finns listade.